# ونگری پریکتیندو
ونگری پریکتیندو (به انگلیسی: Vengarai Periakottainadu) یک روستا در هند است که در Orathanadu Taluk واقع شده‌است.

## خصوصیات
ونگری پریکتیندو ۱٬۳۲۵ نفر جمعیت دارد.